# Muridisme

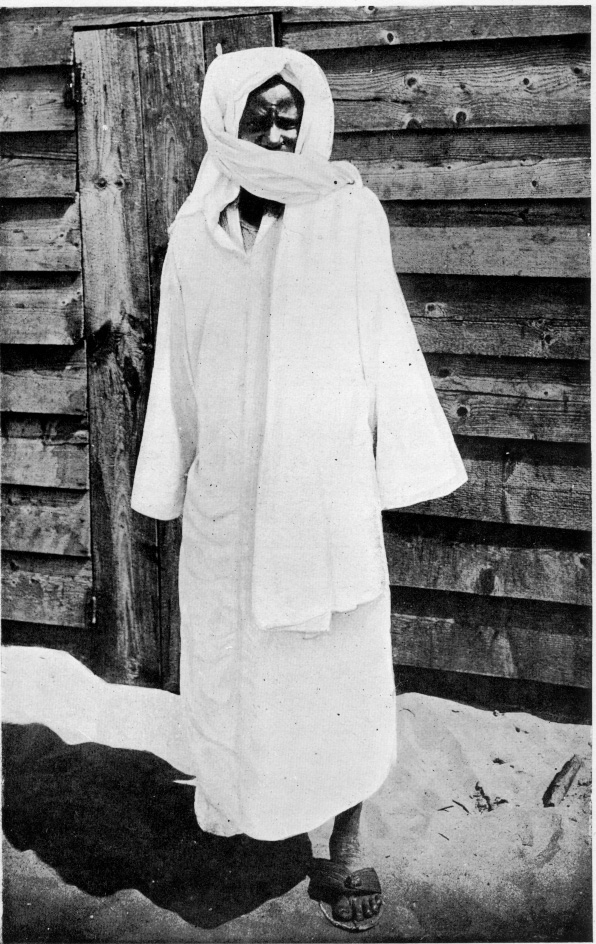
L'única fotografia coneguda d'Ahmadou Bamba

La tariqa muridita o el muridisme (wòlof: yoonu murit; àrab: الطريقة المريدية, aṭ-ṭarīqa al-murīdiyya, o simplement ar, al-murīdiyya) és una important confraria sufí present particularment al Senegal i a Gàmbia. Fundada al començament del segle xx pel xeic Ahmadou Bamba, els muridites formen avui la confraria més influent del Senegal, si no de l'Àfrica de l'oest i tenen un paper econòmic i polític important. El president Abdoulaye Wade, escollit el 2000, és el primer president muridita del Senegal.
La tradició muridita (o del muridisme) està molt marcada per la cultura africana i més precisament wòlof. La importància donada al treball pel muridisme ha permès a la confraria implantar-se bé econòmicament a l'Àfrica i igualment beneficiar d'una àmplia representació en les principals aglomeracions d'Europa i els Estats Units: avui dia, gairebé cadascuna de les grans ciutats del Nord on s'ha desplegat la immigració senegalesa posseeix un Keur Serigne Touba («la casa de l'amo de Touba»), una seu per a la comunitat que acull reunions i oracions tot servint també de residència provisional per als nouvinguts. Efectuen un pelegrinatge anual a la ciutat santa de Touba, al centre del Senegal. El Magal és una festa que coincideix cada any amb la celebració de la sortida en exili, el 1895, de xeikh Ahmadou Bamba a conseqüència de la imposició de l'autoritat.

## Etimologia
El terme muridiyya ("muridites") derivaria del verb irâda, de murd que significa «voler», "aspirar a», entenent que és a la cerca del consentiment de Déu.

## Teologia i organització interna
El muridisme fou fundat pel xeikh Ahmadou Bamba (1853-1927), un sufí aparegut al Senegal en un context on la colonització havia pertorbat molt l'equilibri social. Per reformar la societat senegalesa, el xeikh Ahmadou Bamba va predicar l'ortodòxia envers els ensenyaments de l'Alcorà i de la tradició del profeta Mahoma, l'afecte pels preceptes del sufisme i la valoració de la ciència i del treball.
Aquesta afirmació descansa sobre un hadit que implicaria que Déu envia un revisculador de l'ortodòxia musulmana considerat com l'hereu espiritual del profeta (qotb o «pol de santedat») cada cent anys. Bamba seria doncs d'aquests escollits...
La teologia dels muridites està influïda per la de les confraries Qadiriyya i Tidjaniyya però també de l'obra d'Abu-Hàmid al-Ghazalí, àmpliament citat per Bamba. Certs musulmans «ortodoxos» consideren la devoció extrema a Ahmadou Bamba i a la seva descendència de successors com una forma d'idolatria.
Els murides, deixebles del morabit Ahmadou Bamba, assimilaren a l'islam les tradicions del poble wolof. Fou així com santificaren el treball i portaren molt lluny les nocions d'ajuda mútua i solidaritat. Cada any, nombrosos muridites van al pelegrinatge a la seva ciutat santa de Touba, al centre del Senegal. Aproximadament un milió d'ells van fer el pelegrinatge el febrer del 2008 i.
Segons Emmanuel Brisson, la confraria «està organitzada segons una estructura descrita per alguns com feudal, està fundada en l'obediència total a una autoritat espiritual, el califa general, descendent en línia directa del fundador».

## Història del moviment
Confrontat a l'administració colonial, la seva popularitat creixent començava a inquietar, i el xeic Ahmadou Bamba va ser deportat de manera successiva al Gabon (Àfrica equatorial) de 1895 a 1902, a Mauritània de 1902 a 1907, i després posat en residència vigilada al Senegal fins a la seva desaparició el 1927.
Des de la desaparició del xic el 1927, els "califes" són els seus fills, que se succeeixen del més gran al més petit:
1. Serigne Mouhamadou Moustapha Mbacké, de 1927 a 1945
2. Serigne Fallou Mbacké, de 1945 a 1968
3. Serigne Abdoul Ahad Mbacké, de 1968 à 1989
4. Serigne Abdou Khadre Mbacké, califa durant 11 mesos de 1989 a 1990
5. Serigne Saliou Mbacké (nascut el 1915), califa des de 1990, mort la nit del 28 al 29 de desembre de 2007
6. Serigne Mouhamadou Lamine Bara ibn Mouhamadou Fadilou M'Backé, des del 30 de desembre de 2007, mort el 30 de juny de 2010.[5]
7. Serigne Cheikh Maty Lèye Mbacke des de l'1 de juliol de 2010.[6]

Després de la defunció de Serigne Saliou Mbacké, últim califa fill de Serigne Touba, van seguir els nets de Serigne Touba al califat general dels murides. Serigne Bara Mbacké fou el més gran dels nets, Serigne Mouhamadou Lamine Bara Fallilou Mbacké és conegut com el hadji Bara. L'actual califa va néixer el 1923 a Mbacke Cadior, fins a la seva entronització, era Khalif (lloctinent) de Serigne Bara Mbacke, fill de Serigne Touba i homònim de difunt califa.
Sota el govern del moviment per Amadou Bamba certs deixebles avançats van ser anomenats Xeic i se'ls va confiar la direcció d'una part de la comunitat. Va ser el cas per exemple de Mame Cheikh i Mame Thierno quan aquest va ser exiliats pels colonitzadors francesos. Però aquest procés de delegació es va difuminar el 1912, any en què va ser consagrat l'últim xeic, que va ser Madiba Sylla a Diourbel, excepció feta de Béthio Thioune designat per Saliou el 1987 (però aquest nomenament va suscitar polèmiques al si fins i tot del clergat murida).

## Influència política i econòmica
La confraria dels murides està en expansió i posseeix una influència notable sobre la política del Senega]. Dona consignes de vot, i el seu líder espiritual és consultat pels polítics de totes les tendències.
En els plans econòmic i social, «asseguren allotjament, aliments i aprenentatge intel·lectual -per l'ensenyament alcorànic- als nens més pobres o als nens "perduts". Tenen també detractors, que els retreuen les seves irrigacions, els seus cultius intensives, i les seves ajudes socials. (...) La confraria estaria dotada d'una enorme riquesa provenint justament del cultiu principalment del cacauet» (Brisson, 2008).
La diàspora de París i de Nova York consideren els diners com sants, ja que venen del treball i del comerç, envien sumes importants als seus germans de Touba.
Els califes murides són en general molt influents perquè són no només els guies espirituals d'adeptes estimats entre 3 i 5 milions, sinó també de facto caps temporals de la ciutat de Touba, la capital espiritual dels mourides esdevinguda a poc a poc la segona ciutat del Senegal a conseqüència del seu pes demogràfic i econòmic.
D'altres fill o nets de Bamba han estat tan influents com els califes, encara que no haguessin accedit al califat. És el cas de:
- Cheikh Ahmadou Mbacké Gaïndé Fatma, conegut per al seu compromís per a l'educació i el desenvolupament socioeconòmic de les masses, així com per la seva influència amb dirigents polítics africans compromesos, mort el 1978;
- Cheikh Mouhamadou Mourtada Mbacké, el «morabit de la diàspora», conegut també per haver iniciat bénévolement nombroses estructures escolars a través del Senegal, mort el 2004. Actualment, el seu fill i successor Sérigne Mam Mor Mbacké està perpetuant la seva obra afegint-hi altres estructures noves però conformes amb la seva visió progressista de la modernitat. Amb ell el muridisme travessa una fase important al si de la diàspora.

## Heterodòxia
Un dels més cèlebres deixebles de Bamba va ser Ibrahima Fall. Va llançar una comunitat de vida dita els Baye Fall que substitueix el treball manual, la mendicitat i la devoció per una pietat com la pràctica de les oracions i el dejuni, el que els val nombroses crítiques de part d'altres musulmans. A conseqüència del seu aspecte, els Baye Fall són sovint confosos pels turistes amb els rastas.